# کریستیان لوپز
کریستیان لوپز (به فرانسوی: Christian Lopez) بازیکن فوتبال و مدافع اهل فرانسه است که از سال ۱۹۷۵ تا ۱۹۸۲ میلادی عضو تیم ملی فوتبال فرانسه بوده‌است. وی در ۳۹ بازی ملی حضور داشته است و در بازی‌های ملی‌اش ۱ گل به ثمر رساند.